# Marianne (singel Sergio Endrigo)
Marianne – utwór włoskiego wokalisty Sergio Endrigo, napisany przez niego samego, nagrany i wydany w 1968 roku. W 1972 roku został umieszczony na siódmym albumie studyjnym wokalisty pt. Sergio Endrigo.
Singiel reprezentował Włochy podczas finału 13. Konkursu Piosenki Eurowizji w tym samym roku. Podczas koncertu finałowego, który odbył się 6 kwietnia w Royal Albert Hall w Londynie, utwór został zaprezentowany jako jedenasty w kolejności i ostatecznie zdobył 7 punktów, plasując się na dziesiątym miejscu finałowej klasyfikacji. Dyrygentem orkiestry podczas występu wokalisty był Giancarlo Chiaramello. 
W zależności od wydania, na stronie B winylowej wersji singla znalazła się piosenka „Chanson pour toi (canzone per te)”, „Il dolce paese” lub „Come stasera mai”. Oprócz włoskojęzycznej wersji utworu, wokalista nagrał także piosenkę w języku francuskim, do której tekst napisał Jacques Chaumelle.